# Zygoceras tropidophora
Zygoceras tropidophora är en snäckart som beskrevs av Waren och Bouchet 1991. Zygoceras tropidophora ingår i släktet Zygoceras och familjen Haloceratidae. Inga underarter finns listade i Catalogue of Life.